# Sakartvelos tasi 2014-2015
La Sakartvelos tasi 2014-2015 (in georgiano საქართველოს თასი, Coppa di Georgia), nota anche come Coppa David Kipiani 2014-2015, è stata la 25ª edizione del trofeo. La competizione è iniziata il 19 agosto 2014 e si è conclusa il 25 maggio 2015 con la finale. La Dinamo Tbilisi ha vinto la coppa per la dodicesima volta nella sua storia, la terza consecutiva.

## Formula del torneo
| Turno            | Numero di incontri | Squadre | Entrano a questo turno                                 | Date                                             |
| ---------------- | ------------------ | ------- | ------------------------------------------------------ | ------------------------------------------------ |
| Primo turno      | 12 + 12            | 28 → 16 | 12 squadre di Pirveli Liga 12 squadre di Umaglesi Liga | 19-20 agosto 2014 30 settembre - 1º ottobre 2014 |
| Secondo turno    | 8 + 8              | 16 → 8  | 4 squadre di Umaglesi Liga                             | 17-18 / 25-26 novembre 2014                      |
| Quarti di finale | 4 + 4              | 8 → 4   | –                                                      | 18 febbraio / 9 marzo 2015                       |
| Semifinali       | 2 + 2              | 4 → 2   | –                                                      | 7-28 aprile 2015                                 |
| Finale           | 1                  | 2 → 1   | –                                                      | 25 maggio 2015                                   |

## Squadre Partecipanti
| Umaglesi Liga | Pirveli Liga |
| Chik. Sachkhere Dila Gori Dinamo Batumi Dinamo Tbilisi Guria Lanchkhuti K'olkheti-1913 Poti Merani Mart'vili Met'alurgi Rustavi Samt'redia Shukura Kobuleti Sioni Bolnisi Spartaki-Tskhinvali T'orp'edo Kutaisi WIT Georgia Zest'aponi Zugdidi | Betlemi Chiatura Chkherimela Kharagauli Gagra Lok’omot’ivi Tbilisi Mach'akhela Khelvachauri Mertskhali Ozurgeti Saburtalo Tbilisi Samgurali Ts'q'alt'ubo Sapovnela Sasco Squri |

## Primo turno
| Squadra 1                     | Totale           | Squadra 2                | Andata | Ritorno     |
| ----------------------------- | ---------------- | ------------------------ | ------ | ----------- |
| 19 agosto / 30 settembre 2014 |                  |                          |        |             |
| Lok’omot’ivi Tbilisi          | 1 - 4            | Dila Gori                | 1 - 3  | 0 - 1       |
| 19 agosto / 1º ottobre 2014   |                  |                          |        |             |
| Samgurali Ts'q'alt'ubo        | 2 - 2 (rig: 3-4) | Shukura Kobuleti         | 1 - 1  | 1 - 1 (dts) |
| Dinamo Batumi                 | 5 - 2            | Chiatura                 | 5 - 0  | 0 - 2       |
| 20 agosto / 30 settembre 2014 |                  |                          |        |             |
| Sapovnela                     | 3 - 3 (rig: 3-0) | Guria Lanchkhuti         | 2 - 1  | 1 - 2 (dts) |
| Squri                         | 0 - 7            | K'olkheti-1913 Poti      | 0 - 1  | 0 - 6       |
| Samt'redia                    | 7 - 1            | Betlemi                  | 3 - 0  | 4 - 1       |
| Zugdidi                       | 4 - 3            | Mach'akhela Khelvachauri | 2 - 0  | 2 - 3       |
| Met'alurgi Rustavi            | 3 - 3 (gfc)      | Sasco                    | 1 - 1  | 2 - 2       |
| Spartaki-Tskhinvali           | 4 - 2            | Saburtalo Tbilisi        | 1 - 2  | 3 - 0       |
| 20 agosto / 1º ottobre 2014   |                  |                          |        |             |
| Mertskhali Ozurgeti           | 3 - 7            | Merani Mart'vili         | 1 - 4  | 2 - 3       |
| Chkherimela Kharagauli        | 2 - 6            | T'orp'edo Kutaisi        | 0 - 1  | 2 - 5       |
| Gagra                         | 3 - 6            | WIT Georgia              | 2 - 4  | 1 - 2       |

## Secondo turno
| Squadra 1             | Totale      | Squadra 2           | Andata | Ritorno |
| --------------------- | ----------- | ------------------- | ------ | ------- |
| 17 - 25 novembre 2014 |             |                     |        |         |
| Dinamo Batumi         | 4 - 4 (gfc) | Samt'redia          | 4 - 1  | 0 - 3   |
| WIT Georgia           | 4 - 3       | Sioni Bolnisi       | 1 - 0  | 3 - 3   |
| 17 - 26 novembre 2014 |             |                     |        |         |
| Dila Gori             | 1 - 1 (gfc) | K'olkheti-1913 Poti | 0 - 0  | 1 - 1   |
| Zugdidi               | 0 - 7       | Met'alurgi Rustavi  | 0 - 2  | 0 - 5   |
| Chik. Sachkhere       | 1 - 0       | Zest'aponi          | 0 - 0  | 1 - 0   |
| Spartaki-Tskhinvali   | 3 - 0       | Sapovnela           | 3 - 0  | 0 - 0   |
| Merani Mart'vili      | 4 - 6       | T'orp'edo Kutaisi   | 0 - 3  | 4 - 3   |
| 18 - 26 novembre 2014 |             |                     |        |         |
| Shukura Kobuleti      | 2 - 4       | Dinamo Tbilisi      | 1 - 1  | 1 - 3   |

## Quarti di finale
| Squadra 1                  | Totale | Squadra 2         | Andata | Ritorno |
| -------------------------- | ------ | ----------------- | ------ | ------- |
| 18 febbraio / 9 marzo 2015 |        |                   |        |         |
| Spartaki-Tskhinvali        | 8 - 6  | WIT Georgia       | 4 - 5  | 4 - 1   |
| Met'alurgi Rustavi         | 0 - 3  | Chik. Sachkhere   | 0 - 0  | 0 - 3   |
| Samt'redia                 | 2 - 1  | T'orp'edo Kutaisi | 2 - 1  | 0 - 0   |
| Dila Gori                  | 0 - 1  | Dinamo Tbilisi    | 0 - 0  | 0 - 1   |

## Semifinali
| Squadra 1          | Totale | Squadra 2           | Andata | Ritorno |
| ------------------ | ------ | ------------------- | ------ | ------- |
| 7 - 28 aprile 2015 |        |                     |        |         |
| Chik. Sachkhere    | 0 - 4  | Samt'redia          | 0 - 1  | 0 - 3   |
| Dinamo Tbilisi     | 2 - 1  | Spartaki-Tskhinvali | 2 - 0  | 0 - 1   |

## Finale
| Arbitro: | Marco Fritz |

|                                                 |           |  |
| Papunashvili 14’, 52’ Onwu 50’, 68’ Volkovi 87’ | Marcatori |  |